# Vorsø Kalv
Vorsø Kalv er en holm der ligger i Horsens Fjord omkring 100m sydvest for Vorsø og 3 km vest for Alrø. Holmen har været fredet siden 1934.
Den ligger desuden i Ramsarområde nr. 13 siden 1977, fuglebeskyttelsesområde nr. 36 siden 1994 og dansk habitatområde nr. 56 siden 1998.

Øen er tilgængelig til fods ad en ebbevej fra Vorsø.
Der er en bestand af både nordmarkmus og dværgmus på øen og der er også blevet oberserveret mosegris, ræv og grævling.